# Museo nacional de Baréin
El Museo nacional de Baréin (en árabe: متحف البحرين الوطني) es el más grande y uno de los más antiguos museos públicos en el país asiático de Baréin. Se construyó cerca de la autopista Rey Faisal en la ciudad de Manama y fue inaugurado en diciembre de 1988. El complejo del museo que costa cerca de 30 millones de dólares estadounidenses, abarca 27.800 metros cuadrados y consta de dos edificios. El museo posee una rica colección de antiguos artefactos arqueológicos de Baréin adquiridos desde 1988, y cubre 6000 años de historia de Baréin.